# Can Prat de Vall
Can Prat de Vall és una masia de Santa Pau (Garrotxa) inclosa a l'Inventari del Patrimoni Arquitectònic de Catalunya.

## Descripció
És un gran casal situat a l'entrada de la Vall de Santa Maria dels Arcs. Està formada per diferents cossos que envolten un pati. Disposa de planta i un pis, excepte el cos on hi ha ubicada l'entrada, que disposa d'un segon pis. El seu estil és eclèctic, amb finestres imitant l'estil gòtic i romànic. Actualment, i després d'una gran restauració interior, serveix de segona residència. Annexa al casal hi ha una petita masoveria amb pallisses i corts.